# Salvador Pigem i Serra
Salvador Pigem i Serra   (Vilobí d'Onyar, 15 de desembre de 1912 - Barbastre, 13 d'agost de 1936) fou un religiós claretià. És venerat com a beat per l'Església Catòlica.
Era fill de Josep Pigem, Secretari de l'Ajuntament de Vilobí. Va ingressar al seminari claretià de Cervera el 1924. Va continuar els seus estudis a Vic, Solsona i Barbastre. A l'inici de la Guerra civil espanyola, fou executat, juntament amb els seus companys de comunitat, per milicians anarquistes. Havia rebut ja l'orde menor del Lectorat.
El 25 d'octubre de 1992 fou beatificat pel Papa Joan Pau II.